# Grünhorn
De Grünhorn of ook wel Gross Grünhorn is een berg in de Berner Alpen, de top ligt in het kanton Wallis. De berg werd voor het eerst beklommen door Peter Michel, Edmund von Fellenberg, Peter Egger, Peter Inäbnit op 7 augustus 1865. Een route naar de top van de berg voert via de Konkordiahütte over de zuidwestgraat van de berg.